# Николай Харизанов
Николай Иванов Харизанов е български футболист, защитник на „Ботев“, Пловдив. Висок е 181 см и тежи 85 кг.

## Кариера
Преди да заиграе за Берое, се е състезавал за отборите на Хебър (Пазарджик) (деца и юноши младша възраст), Локомотив (Пловдив) (юноши старша възраст), Чепинец (Велинград), Хебър, Славия, Видима-Раковски и Берое. Четвъртфиналист за купата на страната през 2005 г. с Хебър. Има 3 мача за младежкия национален отбор.

## Статистика по сезони
- Хебър – 2002/03 – В група, 16 мача/1 гол
- Чепинец – 2003/04 – В група, 28/3
- Хебър – 2004/05 – В група, 31/4
- Славия – 2005/ес. - А група, 7/0
- Видима Раковски – 2006/пр. - Б група, 11/1
- Берое – 2006/07 – А група, 29/0
- Берое – 2007 – А група, 13/0
- Ботев Пловдив – 2008 пр. – А група, 15/0
- Ботев Пловдив – 2008/09 – А група, 17/0
- Спортист (Своге) – 2009 пр. – А група, 7/0
- ФК Евроколеж – Пловдив – 2012 пр. – В група, 72/8